# محمد صادق (ملحن)
محمد صادق (الوفاة 11 يناير 1966) هو ملحن ومغني مصري.

## حياته ونشاته
ولد محمد أحمد السيد صادق بملوي في محافظة المنيا، عمل والده مدرسا علي آلة العود بالمعهد العالي للموسيقى العربية، ظل صادق مفتونا بالحان سيد درويش، وأستطاع أن يحفظ مجموعة من أدوارة وأعماله المسرحية، وكان يتغنى بها أمام زملائه بمدرسته بمبة كاظم الثانوية للبنين، علمه والداه أصول الفن والعزف على العود، تخرج بعد ذلك من المعهد وحصل على شهادة الثانوية، أبنتاه الممثلة والمغنية بديعة صادق وكوكب صادق، أحبه الوسط الفني وعاش في أيامه الأخيرة في شبه عزله حتى وفاته في 11 يناير 1966 بالقاهرة.

## مسيرته
بعد التخرج، تفرغ للفن وسافر بعد ذلك مع فرقة نجيب الريحاني إلى سوريا، في رحله فنية وغنا بين فصول الروايات مجموعة من الحان سيد درويش، وبعد العودة الي مصر تقابل مع الملحن رياض السنباطي والتحقا بمعهد فؤاد الأول للموسيقى الملكي، وسجل الحانه لشركة اوديون لطبع الاسطوانات الذي يملكه السنباطي، وسجل محمد صادق ستة اسطوانات وتقاضى عن الأسطوانة الواحدة عشر جنيهات، عمل صادق في الاذاعات الأهلية والتي كانت منتشرة في القاهرة خلال حقبة العشرينات من القرن العشرين مغني وملحن وزادت شهرته سنة 1933، عندما لحن وغنى طقطوقة نورت يا قطن النيل وكانت من كلمات حسين حلمي المانسترلي، وأصبحت موسيقى تلك الأغنية من أهم المراجع التي اقتبس عنها مؤلفو الموسيقى التصويرية للسينما والراقصات الشعبية، ومن أبرز من عملوا بها الملحنان فؤاد الظاهري وعلى إسماعيل.
أجاد تلخيص القصائد ومن أبرز قصائده هل راى الحب سكارى لإبراهيم ناجى سنة 1935، وقبل ان تختارها أم كلثوم وتغنيها.
قدم الكثير من القصائد والاغنيات لأهل الفن وعندما إنشاءات الإذاعة المصرية سنة 1934، كان صادق من اوائل المغنون امام الميكرفون وظل طيلة حياته الفنية متمسكا بالموسيقى العربية ومعتز بها وظل كذلك حتى اخر عهده بالفن، وكان يكره الاضواء وكثيرا ما يخلو بنفسه.

## أعماله
قدم القصائد والالحان لأهل الطرب ومنهم: كارم محمود قصيدة لست انساك من كلمات إبراهيم ناجى وغناء آمال حسين وقصيدة ابتسام للشاعر أحمد خميس غناء محمد قنديل وحورية حسن، وديو انا وانت حا نفضل غنوه من كلمات إمام الصفطاوي ونجاة على غنت ابنى حبيبى لعبد العزيز سلام وحلاوة القمره لفتحي قورة وغنى يا قلبى بزيادة من مقام الحجاز لحسين حلمي المانسترلي وست البها من مقام العجم وكلمات مرسي جميل عزيز وصالك عاد وايضا لحن بقالى سنين والعملين من نظم لمأمون الشناوي قصيدة اليها للشاعر أحمد فتحي و غناها في موسم 1941 يا جمال الدنيا لإبراهيم رجب من مقام النهاوند راح اغنى لمين وانا مش وياك وعند الاصيل اهو غنى الطير من كلمات إبراهيم رجب هل الربيع واشرقت مثل ابتسامات من نظم مصطفى عبد الرحمن توتى -توتى لمأمون الشناوي هجرنى محبوبى سنه خضره لإبراهيم رجب وصالك عاد لمأمون الشناوي ولحن بقالى سنين لمأمون الشناوي – و قصيدة اليها للشاعر أحمد فتحي في سنة 1941 - وحياتك سلم لى عليه من نظم عبد المجيد عبد الفتاح وغيرهم كثير.